# Max Weber (Radsportler)
Max Weber (* 9. August 1964 in Obergünzburg) ist ein deutscher Radsportler, der im Paracycling-Straßenradsport als Handbiker (H3) aktiv ist.

## Sportliche Laufbahn
Max Weber, ein gelernter Feinmechaniker, ist querschnittgelähmt. 1996 startete er erstmals bei Sommer-Paralympics und gewann mit der 4-mal-100-Meter-Staffel im Rennrollstuhl Gold. Vier Jahre darauf, bei den Sommer-Paralympics 2000, belegte er mit dem Rennrollstuhl Platz fünf über 800 und Platz sechs über 400 Meter.
Ab 2006 bestritt Weber regelmäßig Straßenrennen mit dem Handbike. 2006 wurde er zweifacher Vize-Weltmeister im Straßenrennen sowie im Einzelzeitfahren, im Jahr darauf Weltmeister im Straßenrennen. Bei den Sommer-Paralympics 2008 errang er Silber im Straßenrennen und belegte im Zeitfahren Platz sieben. 2010 wurde er erneut Weltmeister, dieses Mal mit dem Team.
2013 und 2014 erlitt Max Weber mehrere Unfälle, wonach er daran dachte, seine Sportlaufbahn zu beenden. Doch der fünfte Platz im Straßenrennen bei den Weltmeisterschaften 2015 motivierte ihn, weiterzumachen. 2016 startete er bei den Paralympics in Rio de Janeiro und errang im Straßenrennen die Silbermedaille.

## Erfolge
1996
- Paralympics-Sieger – 4-mal-100-Meter-Staffel (Rennrollstuhl)

2006
- Vize-Weltmeister – Straßenrennen, Einzelzeitfahren

2007
- Weltmeister – Straßenrennen

2008
- Paralympics – Straßenrennen

2010
- Weltmeister – Team Straßenrennen

2011
- Weltmeisterschaft – Straßenrennen

2016
- Paralympics – Straßenrennen